# روپیه موریس
روپیه موریس (به انگلیسی: Mauritian rupee) (به زبان فرانسوی: roupie mauricienne) با کد ایزوی MUR، یکای پول رایج در کشور موریس است. مسئولیت کنترل این یکای پول برعهدهٔ بانک موریس قرار دارد.